# Maurice-Guillaume de Loewenfels
Maurice-Guillaume de Loewenfels était un journaliste, éditeur et réfugié prussien à Paris au XIXe siècle.

## Biographie
Installé à Paris depuis 1848, Maurice-Guillaume de Loewenfels y devient rédacteur de la Correspondance autographiée pour l'Allemagne, qui va être publiée pendant huit ans, la dernière parution datant du 14 juillet 1856. Il avait auparavant acquis, lors de son arrivée à Paris, la première agence de presse allemande. En 1843, Heinrich Börnstein et Karl Börnstein avaient en effet fondé à Paris la Französische Correspondenz (La correspondance française). Elle est rachetée en 1848 par de Löwenfels, qui l'intègre aux publications de l'Office-Correspondance.
Maurice-Guillaume de Loewenfels sera condamné en septembre 1856 par le tribunal correctionnel de la Seine pour délit de presse (édition sans autorisation de sa Correspondance), à la suite de la saisie de la Correspondance pour l'Allemagne en août 1856.